# حماملو (مشگین‌شهر)
حماملو یک منطقهٔ مسکونی در ایران است که در دهستان ارشق شمالی واقع شده‌است. براساس سرشماری مرکز آمار ایران در سال ۱۳۹۵، حماملو ۱۳۸ نفر جمعیت دارد.